# بانیول
بانیول (به فرانسوی: Bagnoles) یک کمون (فرانسه) در فرانسه است که در canton of Conques-sur-Orbiel واقع شده‌است. بانیول ۵٫۶۳ کیلومتر مربع مساحت دارد ۱۱۸ متر بالاتر از سطح دریا واقع شده‌است.